# دیود بهمنی تک‌فوتونی

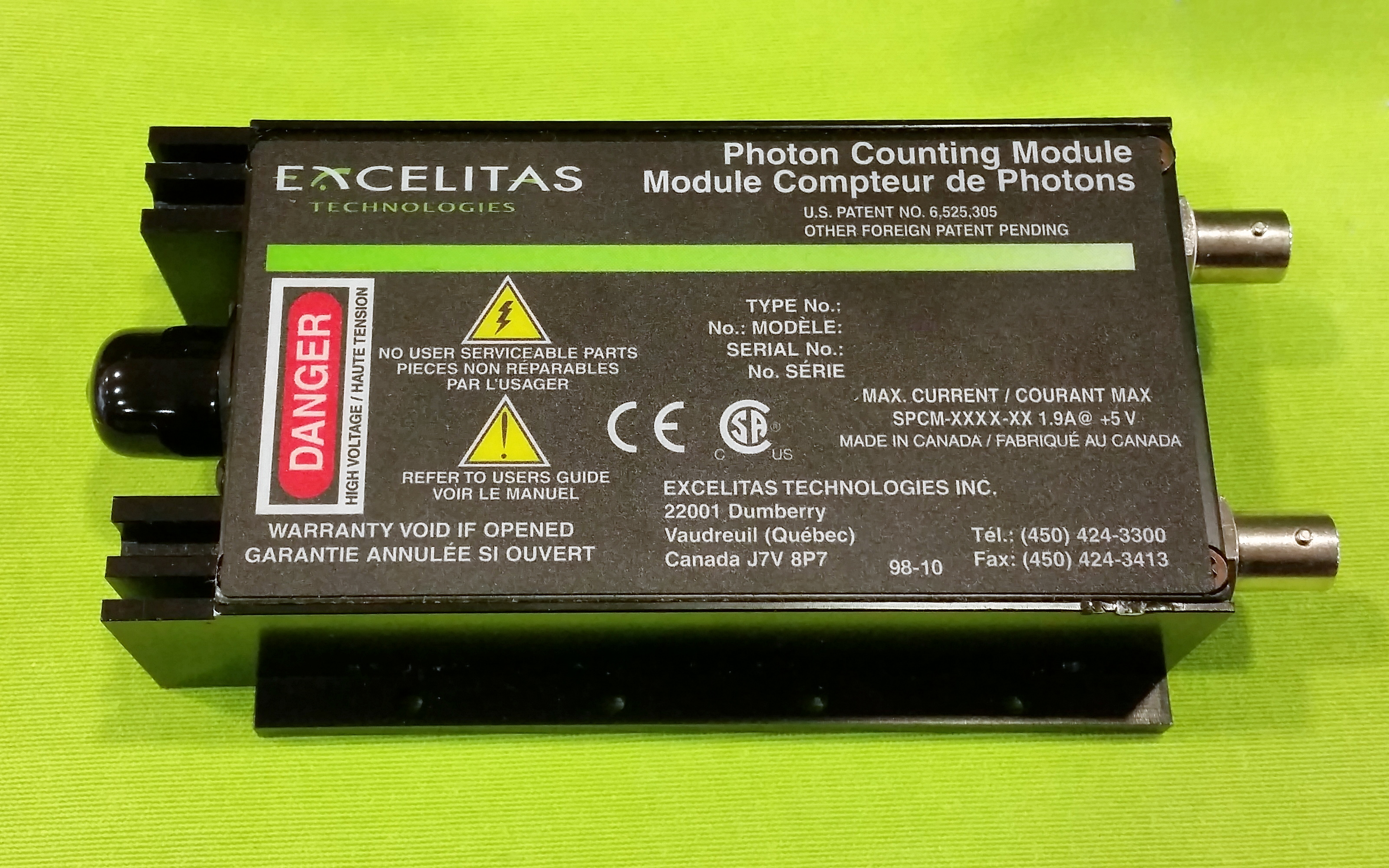
ماژول دیود بهمن تک فوتونی تجاری برای فوتون‌های نوری

دیود بهمنی تک‌فوتونی (اس‌پی‌ای‌دی) یک آشکارساز نوری حالت جامد در همان خانواده دیودهای نوری و دیودهای نوری بهمن (APDs) است، در حالی که کار دیود را انجام می‌دهد. همانند فوتودیودها و ای‌پی‌دی‌ها، یک اس‌پی‌ای‌دی در اطراف یک پیوند نیم‌رسانا p-n مستقر شده‌است که می‌تواند با تابش یوننده مانند گاما، اشعه ایکس، بتا و ذرات آلفا همراه با بخش وسیعی از طیف الکترومغناطیسی از اشعه فرابنفش (UV) روشن شود. از طریق طول موج‌های قابل مشاهده و به مادون قرمز (IR).
در یک فوتودیود، با ولتاژ بایاس معکوس کم، جریان نشت با جذب فوتون‌ها، یعنی آزاد شدن حامل‌های جریان (الکترون‌ها/حفره‌ها) به دلیل اثر فوتوالکتریک داخلی، به صورت خطی تغییر می‌کند. با این حال، در یک اس‌پی‌ای‌دی، بایاس معکوس به حدی زیاد است که پدیده‌ای به نام یونش ضربه‌ای رخ می‌دهد و قادر به ایجاد جریان بهمنی است. به سادگی، یک فوتون حامل تولید شده توسط میدان الکتریکی موجود در قطعه به یک انرژی جنبشی پُرشتاب می‌شود که برای غلبه بر انرژی یونش مواد بدنه کافی است، و الکترون‌ها را از اتم خارج می‌کند. بهمن بزرگی از حامل‌های جریان به صورت نمایی رشد می‌کند و می‌تواند از تعداد حامل‌های یک فوتون آغاز شود. یک اس‌پی‌ای‌دی قادر به شناسایی تک فوتون‌های ارائه دهنده پالس‌های محرک کوتاه مدت است که قابل شمارش هستند. با این حال، به دلیل سرعت بالایی که در بهمن ایجاد می‌شود و زمان لرزش کم دستگاه نیز می‌توان از آن‌ها برای به دست آوردن زمان رسیدن فوتون برتابش (incident photons) استفاده کرد.
تفاوت اساسی بین اس‌پی‌ای‌دی‌ها و ای‌پی‌دی‌ها یا دیودهای نوری این است که اس‌پی‌ای‌دی کاملاً بالاتر از ولتاژ شکست بایاس معکوس است و ساختاری دارد که اجازه می‌دهد بدون صدمه یا نویز ناخواسته کار کند. در حالی که یک ای‌پی‌دی قادر است به عنوان یک تقویت کننده خطی عمل کند، سطح یونیزاسیون ضربه و بهمن در اس‌پی‌ای‌دی محققان را بر آن داشته‌است که دستگاه را به یک شمارشگر گایگر که در آن پالس‌های خروجی نشانگر یک ماشه یا "کلیک" است تشبیه کنند؛ بنابراین ناحیه بایاس دیود که باعث این نوع رفتار "کلیک" می‌شود، ناحیه " حالت گایگر " نامیده می‌شود.
همانند دیودهای نوری، ناحیه طول موج که در آن بیشترین حساسیت را دارد از خواص عنصری آن است، به ویژه گنگ باند انرژی در داخل نیم‌رسانا. مواد زیادی از جمله سیلیکون، ژرمانیم و سایر عناصر III-V برای ساخت اس‌پی‌ای‌دی برای کاربردهای متنوعی که اکنون از روند بهمن فرار استفاده می‌کنند، استفاده شده‌است. تحقیقات زیادی در این زمینه با فعالیت پیاده‌سازی سیستم‌های مبتنی بر اس‌پی‌ای‌دی در فن آوری‌های ساخت سیماس، و تحقیق و استفاده از ترکیبات مواد III-V برای تشخیص تک فوتون در طول موج‌های اختصاصی وجود دارد.

## برنامه‌های کاربردی
از دهه ۱۹۷۰، کاربردهای اس‌پی‌ای‌دی به‌طور قابل توجهی افزایش یافته‌است. نمونه‌های اخیر استفاده از آنها شامل لیدار، تصویربرداری سه بعدی زمان پرواز (ToF)، اسکن PET، آزمایش تک فوتون در فیزیک، میکروسکوپ تصویر برداری طول عمر فلوئورسنس (فلیم) و ارتباطات نوری (به ویژه توزیع کلید کوانتومی) است.

## عمل

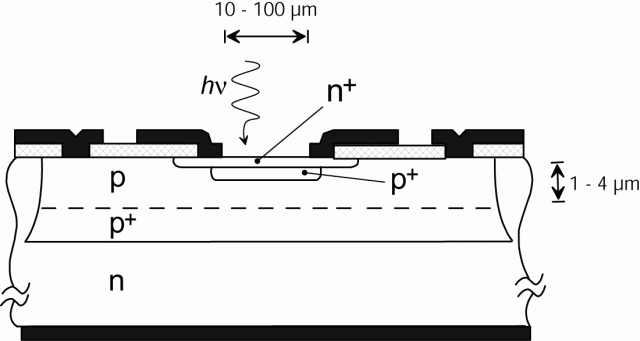
شکل ۱ - سطح مقطع نازک اس‌پی‌ای‌دی.

اس‌پی‌ای‌دی‌ها دستگاه‌های نیم‌رسانا هستند که بر اساس یک اتصال p – n در جهت‌گیری معکوس در ولتاژ V a قرار دارند که بیش از ولتاژ شکست V B اتصال است (شکل ۱). "در این بایاس، میدان الکتریکی به قدری زیاد است [بالاتر از ۳ × 10 5 V / cm] به طوری که یک حامل بار منفرد که به لایه تخلیه تزریق می‌شود، می‌تواند بهمن خودپایدار را تحریک کند. جریان به سرعت [زمان افزایش زیر نانوثانیه] به یک سطح ثابت ماکروسکوپی در محدوده میلی آمپر افزایش می‌یابد. اگر حامل اصلی از طریق عکس تولید شود، لبه جلوی پالس بهمن [با زمان لرزش پیکو ثانیه] زمان رسیدن فوتون شناسایی شده را نشان می‌دهد. " جریان تا زمانی که بهمن با کاهش ولتاژ بایاس V D به پایین یا پایین V B خاموش شود ادامه می‌یابد: میدان الکتریکی پایین دیگر قادر به تسریع حامل‌های ضربه یونیزه با اتم‌های شبکه نیست، بنابراین جریان متوقف می‌شود. برای اینکه بتوانید فوتون دیگری را تشخیص دهید، ولتاژ بایاس باید دوباره از شکست خراب شود.
"این عملیات به یک مدار مناسب نیاز دارد که باید:
1. لبه جلوی جریان بهمن را حس کند.
2. یک پالس خروجی استاندارد همزمان با جمع شدن بهمن ایجاد کند.
3. با کاهش بایاس تا ولتاژ شکست، بهمن را خاموش کند.
4. فوتودیود را به سطح عملیاتی بازگرداند.

از این مدار معمولاً به عنوان مدار خاموش کننده (پوشاننده) یاد می‌شود. "

### ناحیه بایاس و مشخصه ولتاژ-جریان

مشخصه ولتاژ جریان اس‌پی‌ای‌دی که شاخه خاموش و روشن را نشان می‌دهد

اتصال p-n نیم‌رسانا بسته به ولتاژ اعمال شده می‌تواند در چندین ناحیه کاری بایاس شود. برای عملکرد عادی دیود یک جهته (در یک جهت)، در طول هدایت از ناحیه بایاس و ولتاژ جلو استفاده می‌شود، در حالی که ناحیه بایاس معکوس مانع از هدایت می‌شود. هنگامی که اتصال با ولتاژ بایاس معکوس کم‌کار می‌کند، اتصال p-n می‌تواند به عنوان یک فوتودیود افزایش یونیت عمل کند. همان‌طور که هدایت معکوس افزایش می‌یابد، ممکن است مقداری افزایش داخلی از طریق ضرب حامل ایجاد شود که به فوتودیود اجازه می‌دهد به عنوان یک فوتودیود بهمن (ای‌پی‌دی) با یک افزایش پایدار و یک پاسخ خطی به سیگنال ورودی نوری عمل کند. با این حال، با افزایش ولتاژ بایاس، هنگامی که قدرت میدان الکتریکی در اتصال p-n به سطح بحرانی برسد، اتصال p-n خراب می‌شود. از آنجا که این میدان الکتریکی توسط ولتاژ بایاس بیش از محل اتصال القا می‌شود، به عنوان ولتاژ شکست، VBD نشان داده می‌شود. یک اس‌پی‌ای‌دی با ولتاژ بایاس اضافی، Vex، بالاتر از ولتاژ شکست، بایاس معکوس دارد، اما زیر یک ولتاژ شکست ثانویه، بالاتر مربوط به حلقه محافظ اس‌پی‌ای‌دی است؛ بنابراین بایاس کل (VBD + Vex) تا حدی از ولتاژ شکست فراتر رفته‌است که "در این بایاس، میدان الکتریکی آنقدر زیاد است [بالاتر از ۳ × 10 5 V / cm] به طوری که یک حامل بار منفرد به لایه تخلیه تزریق می‌شود می‌تواند جریان بهمن داخلی را تحریک کند. جریان به سرعت [زمان افزایش زیر نانوثانیه] به یک سطح ثابت ماکروسکوپی در محدوده میلی آمپر افزایش می‌یابد. اگر حامل اصلی از طریق نور (فوتون) تولید شده باشد، لبه جلوی پالس بهمنی [با لرزش زمان پیک ثانیه] زمان رسیدن فوتون شناسایی شده را نشان می‌دهد».
از آنجا که مشخصه جریان در مقابل ولتاژ (IV) یک اتصال p-n اطلاعاتی در مورد رفتار هدایت دیود می‌دهد، این اغلب با استفاده از یک منحنی ردیاب آنالوگ اندازه‌گیری می‌شود. این در شرایط آزمایشگاهی کاملاً کنترل شده ولتاژ بایاس را در مراحل خوب جارو می‌کند. برای یک اس‌پی‌ای‌دی، بدون ورود فوتون یا حاملهای تولید شده از طریق حرارت، ویژگی IV شبیه ویژگی معکوس دیود نیمه رسانای استاندارد است، یعنی انسداد تقریباً کامل جریان شارژ (جریان) در محل اتصال غیر از جریان نشتی کوچک (نانوآمپر). این شرایط را می‌توان به عنوان ویژگی «فرعی» توصیف کرد.
با این حال، هنگامی که این آزمایش انجام می‌شود، یک اثر «سوسو زدن» و یک ویژگی دوم IV می‌تواند فراتر از خرابی مشاهده شود. این امر زمانی اتفاق می‌افتد که اس‌پی‌ای‌دی در زمان جریان ولتاژ بر روی دستگاه، یک رویداد تحریک کننده (ورود فوتون یا حامل تولید شده با حرارت) را تجربه کرده باشد. اس‌پی‌ای‌دی، طی این رفت و برگشت‌ها، جریان بهمن را حفظ می‌کند که به عنوان «اصل» مشخصه IV توصیف می‌شود. همان‌طور که ردیاب منحنی مقدار ولتاژ بایاس را با گذشت زمان افزایش می‌دهد، زمانهایی وجود دارد که اس‌پی‌ای‌دی هنگام جابجایی ولتاژ بالاتر از خرابی باعث می‌شود. در این حالت انتقال از شاخه خارج از شاخه به درون شاخه رخ می‌دهد و جریان قابل توجهی شروع به جریان می‌کند. این منجر به سوسو زدن ویژگی IV می‌شود که توسط محققان اولیه در این زمینه به عنوان «انشعاب» (: تقسیم چیزی به دو شاخه یا قسمت) مشخص شده‌است. برای شناسایی موفقیت‌آمیز تک فوتون‌ها، اتصال p-n باید دارای سطح بسیار کمی از تولید داخلی و فرایندهای ترکیب مجدد باشد. برای کاهش تولید حرارتی، دستگاه‌ها اغلب خنک می‌شوند، در حالی که پدیده‌هایی مانند تونل زدن در اتصالات p-n نیز باید با طراحی دقیق دوپانت‌های نیم‌رسانا و مراحل کاشت کاهش یابد. سرانجام، برای کاهش مکانیسم‌های نویز که توسط مراکز به دام انداختن در ساختار شکاف باند محل اتصال p-n تشدید می‌شوند، دیود نیاز به یک فرایند «تمیز» و بدون دوپانت‌های اشتباه دارد.

### مدارهای خاموش‌کننده غیرفعال
ساده‌ترین مدار خنک سازی معمولاً مدار خاموش کن غیرفعال نامیده می‌شود و شامل یک مقاومت واحد به صورت سری با اس‌پی‌ای‌دی است. این آزمایش آزمایشی از مطالعات اولیه در مورد تجزیه بهمن در محل اتصال استفاده شده‌است. جریان بهمن به خودی خود خاموش می‌شود زیرا باعث کاهش ولتاژ در یک بار بالاست با ارزش بالا R L (حدود ۱۰۰ کیلو اهم یا بیشتر) می‌شود. پس از خاموش شدن جریان بهمن، بایاس اس‌پی‌ای‌دی V D به آرامی به V a تبدیل می‌شود و بنابراین آشکارساز آماده است تا دوباره مشتعل شود؛ بنابراین به این حالت مدار، تنظیم مجدد منفعل انفعال منفعل (PQPR) گفته می‌شود، اگرچه می‌توان از یک عنصر مدار فعال برای تنظیم مجدد، حالت مدار بازنشانی فعال منفعل (PQAR) را تشکیل داد. شرح مفصلی از فرایند خنک سازی توسط Zappa و همکاران گزارش شده‌است.

### مدارهای خاموش‌کننده فعال
خاموش کردن پیشرفته تر، که از دهه ۱۹۷۰ به بعد مورد کاوش قرار گرفت، طرحی است که quenening یا هم پوشانی فعال نامیده می‌شود. در این حالت یک متمایز کننده سریع شروع بهمن جریان بهمن را از طریق مقاومت ۵۰ Ω (یا ترانزیستور یکپارچه) حس می‌کند و یک پالس خروجی دیجیتال (سیماس، TTL، ECL , NIM) را فراهم می‌کند که همزمان با زمان رسیدن فوتون است. مدار سپس ولتاژ بایاس را به سرعت به زیر ولتاژ شکست (خاموش شدن فعال) کاهش می‌دهد، سپس نسبتاً سریع بایاس را به بالای ولتاژ شکست بازمی‌گردد تا فوتون بعدی را حس کند. این حالت تنظیم مجدد فعال خاموش کن فعال (AQAR) نامیده می‌شود، اما بسته به نیاز مدار، تنظیم مجدد منفعل خاموش کن فعال (AQPR) ممکن است مناسب تر باشد. مدارهای AQAR غالباً باعث کاهش زمان از بین رفته می‌شوند و به‌طور قابل توجهی تغییرات زمان مرده را کاهش می‌دهند.

### شمارش فوتون و اشباع آن
شدت سیگنال ورودی را می‌توان با شمارش (شمارش فوتون) تعداد پالس‌های خروجی در یک دوره زمانی اندازه‌گیری بدست آورد. این برای کاربردهایی مانند تصویربرداری با نور کم، اسکن PET و میکروسکوپ تصویر برداری از طول عمر فلوئورسنس مفید است. با این حال، در حالی که مدار بازیابی بهمن در حال فروپاشی بهمن و بازیابی سوگیری است، اس‌پی‌ای‌دی نمی‌تواند ورود فوتونهای بیشتر را تشخیص دهد. هر فوتونی (یا فوتونهای تاریک پس از پالس) که در این مدت کوتاه به آشکارساز برسد، محاسبه نمی‌شود. همان‌طور که تعداد فوتونها افزایش می‌یابد به طوری که فاصله زمانی (آماری) بین فوتونها در یک فاکتور ده یا بیشتر از زمان بازیابی بهمن قرار می‌گیرد، تعداد از دست رفته از نظر آماری قابل توجه می‌شود و میزان شمارش از یک رابطه خطی با سطح نور شناسایی شده شروع می‌شود. در این مرحله اس‌پی‌ای‌دی شروع به اشباع شدن می‌کند. اگر قرار باشد سطح نور بیشتر شود، در نهایت تا جایی که اس‌پی‌ای‌دی بلافاصله در لحظه بازیابی بایاس مدار بازیافت بهمن اشباع شود، میزان شمارش به حداکثر می‌رسد که صرفاً با زمان بازیابی بهمن در صورت خاموش شدن فعال تعریف می‌شود (صد میلیون شمارش در ثانیه یا بیشتر). این می‌تواند برای اس‌پی‌ای‌دی مضر باشد زیرا تقریباً به‌طور مداوم جریان بهمن را تجربه خواهد کرد. در حالت غیرفعال، ممکن است اشباع با رسیدن حداکثر به میزان شمارش منجر شود. این حالت فلج یا پارالیز نامیده می‌شود، در نتیجه فوتونی که در حال شارژ منفعل اس‌پی‌ای‌دی است، احتمال تشخیص کمتری دارد، اما می‌تواند زمان تلف شده را افزایش دهد. شایان ذکر است که خاموش شدن منفعل، گرچه از نظر مدار ساده‌تر است، اما در حداکثر نرخ شمارش باعث کاهش 1 / e می‌شود.

### میزان شمارش تاریک (DCR)
علاوه بر حاملهای تولید شده توسط فوتون، حاملهای تولید شده با حرارت (از طریق فرایندهای تولید مجدد ترکیب در داخل نیم‌رسانا) نیز می‌توانند روند ایجاد بهمن را روشن کنند؛ بنابراین، وقتی اس‌پی‌ای‌دی در تاریکی کامل قرار دارد، می‌توان پالس‌های خروجی را مشاهده کرد. تعداد متوسط شمارش حاصل در ثانیه میزان شمارش تاریک (DCR) نامیده می‌شود و پارامتر اصلی در تعریف نویز آشکارساز است. شایان ذکر است که متقابل میزان شمارش تاریک، میانگین زمانی را که اس‌پی‌ای‌دی قبل از اینکه توسط یک تولید حرارتی نامطلوب تحریک شود، در بالای خرابی مغرضانه تعریف می‌کند، تعریف می‌کند؛ بنابراین، برای کار به عنوان یک ردیاب تک فوتونی، اس‌پی‌ای‌دی باید بتواند برای مدت زمان کافی مغناطیسی بالاتر از شکست داشته باشد (به عنوان مثال، چند میلی ثانیه، مربوط به میزان شمارش بسیار کمتر از هزار شمارش در ثانیه، cps).

### نویز پس از رانش
یک اثر دیگر که می‌تواند بهمن را تحریک کند به عنوان پس از رانش شناخته می‌شود. هنگامی که بهمن رخ می‌دهد، محل اتصال PN با حامل‌های بار غرق می‌شود و سطح دام بین ظرفیت و باند هدایت تا حدی اشغال می‌شود که بسیار بیشتر از حد انتظار در توزیع تعادل گرمایی حامل‌های بار است. بعد از اینکه اس‌پی‌ای‌دی خاموش شد، احتمالاً یک حامل بار در سطح دام، انرژی کافی برای آزاد کردن آن از دام و ارتقا آن به باند هدایت دریافت می‌کند، که باعث ایجاد بهمن جدید می‌شود؛ بنابراین، بسته به کیفیت فرایند و لایه‌های دقیق و ایمپلنت‌هایی که برای ساخت اس‌پی‌ای‌دی استفاده شده‌است، تعداد قابل توجهی از پالس‌های اضافی را می‌توان از یک رویداد تولید حرارتی یا عکس منشأ ایجاد کرد. درجه اندازه‌گیری پس از رانش را می‌توان با اندازه‌گیری همبستگی خودکار زمان رسیدن بین بهمن هنگام تنظیم اندازه‌گیری شمارش تاریک، تعیین کرد. تولید حرارتی آمار پواسونیان را با یک همبستگی عملکرد تکانشی تولید می‌کند و پس از آن نیز آمار غیر پواسونیایی تولید می‌شود.

### زمان فوتون و لرزش
لبه جلوی خرابی بهمن اس‌پی‌ای‌دی مخصوصاً برای تعیین زمان ورود فوتون‌ها مفید است. این روش برای تصویربرداری سه بعدی، LIDAR مفید است و به شدت در اندازه‌گیری‌های فیزیکی با تکیه بر شمارش تک فوتون‌های همبسته زمان (TCSPC) استفاده می‌شود. با این حال، برای فعال کردن چنین عملکردهایی به مدارهای اختصاصی مانند مبدل‌های زمان به دیجیتال (TDCها) و مدارهای تبدیل به آنالوگ (TAC) نیاز است. اندازه‌گیری ورود فوتون توسط دو فرایند کلی پیچیده‌است. اولین مورد، نوسان آماری در زمان رسیدن فوتون است که از ویژگی‌های اساسی نور است. دوم تغییرات آماری در مکانیزم تشخیص در اس‌پی‌ای‌دی به دلیل الف) عمق جذب فوتون، ب) زمان انتشار به محل اتصال p-n فعال، ج) ایجاد آمار بهمن و د) لرزش تشخیص و مدارات زمان‌بندی

### ضریب پر کردن نوری
برای یک اس‌پی‌ای‌دی واحد، نسبت ناحیه حساس به نوری آن، Aact، به مساحت کل آن، Atot، فاکتور پر شدن، FF = ۱۰۰ * (Aact / Atot) نامیده می‌شود. از آنجا که اس‌پی‌ای‌دی‌ها برای جلوگیری از خرابی زودرس لبه‌ها به یک حلقه محافظ نیاز دارند، فاکتور پر کردن نوری با توجه به حلقه محافظ آن به محصولی از شکل و اندازه دیود تبدیل می‌شود. اگر ناحیه فعال بزرگ و حلقه محافظ خارجی نازک باشد، ضریب پر شدن دستگاه زیاد خواهد بود. با یک دستگاه واحد، کارآمدترین روش برای اطمینان از استفاده کامل از ناحیه و حداکثر حساسیت، متمرکز کردن سیگنال نوری ورودی است تا در ناحیه فعال دستگاه قرار گیرد، یعنی همه فوتون‌های حادثه ای در ناحیه مسطح اتصال p-n جذب می‌شوند، به طوری که هر فوتونی در این ناحیه می‌تواند بهمن را تحریک کند.
ضریب پر کردن هنگامی بیشتر کاربرد دارد که آرایه‌های دستگاه‌های اس‌پی‌ای‌دی را در نظر بگیریم. در اینجا ناحیه فعال دیود ممکن است کوچک یا متناسب با ناحیه حلقه محافظ باشد. به همین ترتیب، روند ساخت آرایه اس‌پی‌ای‌دی ممکن است محدودیت‌هایی را برای جداسازی یک حلقه محافظ به حلقه دیگر ایجاد کند، یعنی حداقل جداسازی اس‌پی‌ای‌دی‌ها. این منجر به وضعیتی می‌شود که ناحیه آرایه به جای اتصالات p-n پذیرنده نوری، تحت سلطه حلقه محافظ و مناطق تفکیک قرار می‌گیرد. هنگامی که مدار باید درون آرایه باشد، ضریب پر کردن بدتر می‌شود زیرا این امر باعث جدایی بیشتر بین مناطق پذیرنده نوری می‌شود. یک روش برای کاهش این مسئله افزایش سطح فعال هر اس‌پی‌ای‌دی در آرایه است به طوری که حلقه‌های محافظ و جداسازی دیگر مسلط نیستند، با این حال برای اس‌پی‌ای‌دی‌های یکپارچه سیماس با افزایش اندازه دیود، تشخیص‌های اشتباه ناشی از شمارش تاریک افزایش می‌یابد.

#### بهبودهای هندسی
یکی از اولین روش‌های افزایش فاکتورهای پر شدن در آرایه‌های اس‌پی‌ای‌دی‌های دایره ای، جابجایی ترازهای ردیف‌های جایگزین بود به طوری که منحنی یک اس‌پی‌ای‌دی تا حدی از ناحیه بین دو اس‌پی‌ای‌دی در یک ردیف مجاور استفاده می‌کند. این مسیریابی و طرح بندی آرایه مؤثر بود اما پیچیده‌است.
برای رفع محدودیت‌های عامل پر در آرایه‌های اس‌پی‌ای‌دی که از اس‌پی‌ای‌دی‌های دایره ای شکل گرفته‌اند، از اشکال دیگری استفاده می‌شود زیرا معلوم است که اینها دارای حداکثر مقادیر بیشتر در یک ناحیه پیکسل مربع و دارای نسبت بسته‌بندی بالاتر هستند. یک اس‌پی‌ای‌دی مربع در یک پیکسل مربع بالاترین فاکتور پر شدن را بدست می‌آورد، با این وجود گوشه‌های تیز این هندسه علیرغم وجود یک حلقه محافظ، باعث خرابی زودرس دستگاه می‌شوند و در نتیجه اس‌پی‌ای‌دی‌هایی با سرعت شمارش زیاد ایجاد می‌کنند. برای مصالحه، اس‌پی‌ای‌دی‌های مربع با گوشه‌های کاملاً گرد ساخته شده‌اند. اینها اس‌پی‌ای‌دی‌های فرمات Fermat نامیده می‌شوند در حالی که شکل آنها منحنی فوق بیضی یا منحنی Lamé است. این نامگذاری در ادبیات اس‌پی‌ای‌دی رایج است، با این حال منحنی Fermat به مورد خاصی از بیضوی فوق اشاره دارد که محدودیت‌هایی را در نسبت طول، "a" و عرض شکل، "b" ایجاد می‌کند (آنها باید یکسان باشند، a = b = ۱) و درجه منحنی "n" را به عدد صحیح (۲، ۴، ۶، ۸ و غیره) محدود می‌کند. درجه "n" انحنای گوشه‌های شکل را کنترل می‌کند. در حالت ایده‌آل، برای بهینه‌سازی شکل دیود هم برای نویز کم و هم برای ضریب پر شدن زیاد، پارامترهای شکل باید از این محدودیت‌ها عاری باشند.
برای به حداقل رساندن فاصله بین مناطق فعال اس‌پی‌ای‌دی، محققان تمام مدارهای فعال را از آرایه‌ها حذف کرده‌اند و همچنین استفاده از آرایه‌های سیماس اس‌پی‌ای‌دی فقط اِن‌ماس را برای حذف حلقه محافظ اس‌پی‌ای‌دی به قوانین فاصله PM-n خوب. این مزیت است اما با مسیریابی مسافت و ازدحام در اس‌پی‌ای‌دی‌های مرکزی برای آرایه‌های بزرگتر محدود می‌شود. این مفهوم برای توسعه آرایه‌هایی استفاده شده‌است که از خوشه‌های اس‌پی‌ای‌دی در آرایش‌های اصطلاحاً mini-SiPM استفاده می‌کنند که به موجب آن یک آرایه کوچکتر با مدارهای فعال خود در یک لبه فراهم می‌شود، اجازه می‌دهد آرایه کوچک دوم در لبه دیگری تکیه داده شود. این مسئله با مسیریابی بودن تعداد دیودهای موجود در خوشه و ایجاد تعداد اس‌پی‌ای‌دی مورد نیاز در کل از مجموعه‌های این خوشه‌ها، مشکلات مسیریابی را کاهش می‌دهد.
جهش قابل توجهی در ضریب پر کردن و پیچیدگی پیکسل آرایه با تقسیم n- چاه عمیق اس‌پی‌ای‌دی‌ها در فرآیندهای سیماس و اخیراً نیز به اشتراک گذاری بخشهایی از ساختار محافظ حلقه. با این کار یکی از مهمترین قوانین جداسازی حلقه محافظ به حلقه محافظ حذف شد و باعث شد که فاکتور پر شدن به 60 یا 70%. ایده به اشتراک گذاری حلقه n و چاه محافظ در تلاش برای کاهش سطح پیکسل و افزایش تعداد کل دیودهای آرایه بسیار مهم بوده‌است. اخیراً سطحهای اس‌پی‌ای‌دی به 3.0 um و 2.2um.
محققان همچنین با تلفیق مفهومی از دیودهای نوری و ای‌پی‌دی‌ها، استفاده از میدان‌های الکتریکی رانش درون بستر سیماس را برای جذب حامل‌های ایجاد شده عکس به سمت محل اتصال فعال p-n اس‌پی‌ای‌دی بررسی کرده‌اند. با این کار می‌توان با یک ناحیه اس‌پی‌ای‌دی کوچکتر به یک ناحیه جمع‌آوری نوری بزرگ دست یافت.
مفهوم دیگری که از فناوری‌های حسگر تصویر سیماس منتقل شده، کاوش اتصالات p-n انباشته شده مشابه حسگرهای Foveon است. ایده این است که فوتون‌های با انرژی بالاتر (آبی) تمایل دارند در یک عمق جذب کوتاه، یعنی در نزدیکی سطح سیلیکون جذب شوند. فوتون‌های قرمز و مادون قرمز (انرژی کم) عمیق‌تر به سیلیکون می‌روند. اگر در آن عمق محل اتصال وجود داشته باشد، می‌توان حساسیت قرمز و IR را بهبود بخشید.

#### بهبود ساخت آی‌سی
با پیشرفت فن آوری‌های IC سه بعدی، یعنی انباشته شدن مدارهای مجتمع، می‌توان ضریب پر شدن را با اجازه بهینه‌سازی قالب بالا برای آرایه اس‌پی‌ای‌دی با فاکتور پرشدن بیشتر و قالب پایین برای مدارهای بازخوانی و پردازش سیگنال، بیشتر افزایش داد. به عنوان ابعاد کوچک، فرایندهای با سرعت بالا برای ترانزیستورها ممکن است به بهینه‌سازی‌های متفاوت از دیودهای حساس به نوری نیاز داشته باشند، IC-3D اجازه می‌دهد لایه‌ها به‌طور جداگانه بهینه شوند.

#### بهبودهای نوری در سطح پیکسل
همانند حسگرهای تصویر سیماس می‌توان لنزهای میکرو را بر روی آرایه پیکسل اس‌پی‌ای‌دی ساخت تا نور را در مرکز اس‌پی‌ای‌دی متمرکز کند. همانند یک اس‌پی‌ای‌دی، این امر باعث می‌شود تا نور فقط به مناطق حساس برخورد کند و از حلقه محافظ و هرگونه مسیریابی که درون آرایه مورد نیاز است جلوگیری کند. این مورد اخیراً شامل لنزهای نوع فرنل نیز شده‌است.

#### ارتفاع پیکسل
روش‌های بالا بردن عامل پر کننده در بالا، که بیشتر در هندسه اس‌پی‌ای‌دی همراه با سایر پیشرفت‌ها متمرکز هستند، باعث شده‌است که آرایه‌های اس‌پی‌ای‌دی اخیراً مانع ۱ مگا پیکسل را فشار دهند. در حالی که این از حسگرهای تصویر سیماس عقب است (با سطح‌هایی که اکنون زیر 0.8 um است)، این محصول هم جوانان حوزه تحقیق است (با CAD CAD در سال ۲۰۰۳) و هم عوارض ولتاژهای بالا، ضرب بهمن در سیلیکون و مورد نیاز قوانین فاصله

## تلاش‌های تجاری سازی
چندین شرکت مشهور اکنون دستگاه‌های اس‌پی‌ای‌دی را تولید یا در حال تحقیق در این زمینه هستند و از اس‌پی‌ای‌دی در فناوری‌های خود استفاده می‌کنند یا قصد استفاده از آنها را دارند. هر دو برنامه شمارش فوتون و زمان‌بندی فوتون می‌توانند از چنین دستگاه‌هایی استفاده کنند. میکروالکترونیک ST، کانن، سونی، برج نیم‌رسانا Tower (جاز برج قبلی)، فیلیپس، دستگاه‌های میکرو فوتون (MPD) , AMS , IDQuantique و اجزای لیزر اکنون CAD CAD و آرایه‌ها را ارائه می‌دهند، اگرچه این لیست موجود است کامل نیست فن آوری‌های مربوط به ضرب‌کننده‌های نوری سیلیکونی حالت جامد (Si-PMs) و شمارنده‌های فوتونی چند پیکسلی (MPPC) تجاری شده‌اند و از طریق شرکت‌هایی مانند Ketek , On-Semiconductor (SensL سابق) و Hamamatsu در دسترس هستند. چندین شرکت متمرکز بر برنامه‌ها نیز اس‌پی‌ای‌دی را برای اندازه‌گیری محدوده پرواز در نظر گرفته‌اند یا ماژول‌های شمارش فوتون یا زمان فوتون یکپارچه را ارائه می‌دهند (Excelitas). به پیوند به بیرون مراجعه کنید.

## مقایسه با ای‌پی‌دی‌ها
در حالی که هر دو ای‌پی‌دی و اس‌پی‌ای‌دی اتصالات p-n نیم‌رسانا هستند که به شدت بایاس معکوس هستند، تفاوت اصلی در خصوصیات آنها از نقاط مختلف هدایت آنها بر اساس ویژگی I-V معکوس، یعنی ولتاژ معکوس اعمال شده به محل اتصال آنها است. یک ای‌پی‌دی، در مقایسه با اس‌پی‌ای‌دی، بالاتر از ولتاژ شکست آن نیست. دلیل این امر این است که ضرب حامل‌های شارژ مشخص شده‌است که قبل از خرابی دستگاه با این استفاده برای دستیابی به یک افزایش پایدار که با ولتاژ اعمال شده متفاوت است، اتفاق می‌افتد. برای کاربردهای تشخیص نوری، بهمن و جریان بعدی در مدار انحرافی آن به صورت خطی به شدت سیگنال نوری مربوط می‌شود. از این رو ای‌پی‌دی برای دستیابی به تقویت متوسط جلو سیگنالهای نوری با شدت کم مفید است اما اغلب با یک تقویت کننده ترانس امپدانس (TIA) ترکیب می‌شود زیرا خروجی ای‌پی‌دی یک جریان است تا ولتاژ یک تقویت کننده معمولی. سیگنال حاصل یک نسخه غیر تحریف شده و تقویت شده از ورودی است که امکان اندازه‌گیری فرایندهای پیچیده‌ای را فراهم می‌کند که دامنه نور حادثه را تعدیل می‌کنند. فاکتورهای داخلی ضرب داخلی برای ای‌پی‌دی‌ها با توجه به کاربرد آنها متفاوت است، اما مقادیر معمولی از چند صدها مرتبه است. بهمن حامل‌ها در این ناحیه کاری واگرا نیستند، در حالی که بهمن موجود در اس‌پی‌ای‌دی‌ها به سرعت در شرایط فراری (واگرا) قرار می‌گیرد.
در مقایسه، اس‌پی‌ای‌دی‌ها با ولتاژ بایاس بالاتر از ولتاژ شکست کار می‌کنند. این یک رژیم فوق‌العاده خراب بسیار ناپایدار است به طوری که یک فوتون یا یک الکترون جریان تاریک منفرد می‌تواند بهمن حامل‌های قابل توجهی را تحریک کند. اتصال p-n نیم‌رسانا کاملاً خراب می‌شود و جریان قابل توجهی ایجاد می‌شود. یک فوتون می‌تواند قله جریان معادل میلیاردها میلیارد الکترون در ثانیه را تحریک کند (این امر به اندازه فیزیکی دستگاه و ولتاژ بایاس آن بستگی دارد). این اجازه می‌دهد تا مدارهای الکترونیکی بعدی به راحتی چنین وقایع ماشه ای را شمارش کنند. از آنجا که دستگاه یک رویداد ماشه تولید می‌کند، مفهوم بهره کاملاً سازگار نیست. با این حال، از آنجا که راندمان تشخیص فوتون (PDE) اس‌پی‌ای‌دی‌ها با ولتاژ بایاس معکوس متفاوت است، سود، به معنای کلی مفهومی می‌تواند برای تشخیص دستگاه‌هایی که به شدت مغرض هستند و بنابراین در مقایسه با کمی حساس هستند، مورد استفاده قرار گیرد. مغرضانه و در نتیجه از حساسیت کمتری برخوردار است. در حالی که ای‌پی‌دی‌ها می‌توانند سیگنال ورودی را با حفظ هرگونه تغییر در دامنه تقویت کنند، اس‌پی‌ای‌دی‌ها سیگنال را به مجموعه ای از حوادث ماشه یا پالس تحریف می‌کنند. خروجی هنوز می‌تواند متناسب با شدت سیگنال ورودی باشد، اما اکنون به فرکانس حوادث ماشه، یعنی مدولاسیون فرکانس پالس (PFM) تبدیل می‌شود. پالس‌ها را می‌توان شمرد که نشانه ای از شدت نوری سیگنال ورودی است، در حالی که پالس‌ها می‌توانند مدارهای زمان‌بندی را ایجاد کنند تا اندازه‌گیری دقیق زمان رسیدن را انجام دهند.
یک مسئله اساسی که در ای‌پی‌دی وجود دارد نویز ضرب ناشی از تغییر آماری فرایند ضرب بهمن است. این منجر به یک عامل نویز مربوطه در جریان عکس تقویت شده خروجی می‌شود. تنوع آماری بهمن در دستگاه‌های اس‌پی‌ای‌دی نیز وجود دارد، اما به دلیل فرار فرار، اغلب به عنوان زمان لرزش در رویداد تشخیص آشکار می‌شود.
در کنار ناحیه بایاس آنها، تفاوت‌های ساختاری نیز بین ای‌پی‌دی‌ها و اس‌پی‌ای‌دی‌ها وجود دارد که عمدتاً به دلیل افزایش ولتاژ بایاس معکوس مورد نیاز و نیاز به یک اس‌پی‌ای‌دیs طولانی‌تر از سکون بین حوادث محرک صدا برای متناسب بودن سیگنال‌های سطح تک فوتون است. اندازه‌گیری شود.
تاریخچه و توسعه اس‌پی‌ای‌دی‌ها و ای‌پی‌دی‌ها با توسعه فن آوری‌های حالت جامد مانند دیودها و ترانزیستورهای اتصال p-n اولیه (به ویژه تلاش‌های جنگی در آزمایشگاه‌های بل)، چندین نکته مهم را در اختیار دارند. جان تاونسند در سال ۱۹۰۱ و ۱۹۰۳ با یونیزاسیون گازهای کمیاب در لوله‌های خلأ تحقیق کرد و دریافت که با افزایش پتانسیل الکتریکی، اتمها و مولکولهای گازی می‌توانند توسط انرژی جنبشی الکترونهای آزاد با سرعت بخشیدن به میدان الکتریکی یونیزه شوند. الکترونهای آزادشده جدید پس از آنکه خود میدان شتاب گرفتند، با تولید انرژی یونیزاسیون جدید، انرژی پویایی آنها به حد کافی رسید. این نظریه بعداً در ایجاد تیراترون و لوله گایگر-مولر نقش اساسی داشت. تخلیه Townsend همچنین به عنوان یک تئوری پایه برای پدیده‌های ضرب الکترون، (هم DC و هم AC)، هم در سیلیکون و هم در ژرمانیم نقش مهمی داشت.
با این حال، پیشرفت‌های عمده در کشف اولیه و استفاده از مکانیسم افزایش بهمن، محصولی از مطالعه تجزیه زنر، مکانیزم‌های مربوط به شکست (بهمن) و نقص ساختاری در دستگاه‌های اتصال ترانزیستور سیلیکون و ژرمانیوم اولیه و اتصالات p – n بود. این نقص‌ها " میکروپلاسما " نامیده می‌شوند و در تاریخچه ای‌پی‌دی‌ها و اس‌پی‌ای‌دی‌ها حیاتی هستند. به همین ترتیب بررسی خصوصیات تشخیص نور اتصالات p – n بسیار مهم است، به ویژه یافته‌های اوایل دهه ۱۹۴۰ راسل اول. تشخیص نور در نیم‌رسانا جامد و مواد فله از طریق اثر فوتوالکتریک داخلی قدیمی تر با فاستر نیکس (Nix) است اشاره به کار Gudden و پل در 1920s، که از عبارت اولیه و ثانویه برای تشخیص تأثیرات فوتوالکتریک داخلی و خارجی استفاده می‌کنند. در دهه‌های ۱۹۵۰ و ۱۹۶۰، تلاش قابل توجهی برای کاهش تعداد تجزیه میکروپلاسما و منابع سر و صدا، با ساخت میکروپلاسماهای مصنوعی برای مطالعه انجام شد. روشن شد که مکانیسم بهمن می‌تواند برای تقویت سیگنال درون دیود مفید باشد، زیرا از ذرات نور و آلفا برای مطالعه این دستگاه‌ها و مکانیزم‌های تجزیه استفاده شد.
در اوایل سال ۲۰۰۰، اس‌پی‌ای‌دی‌ها در فرایندهای سیماس اجرا شده‌اند. این امر عملکرد آنها (افزایش میزان شمارش تاریک، jitter، پیکسل آرایه و غیره) را کاملاً افزایش داده و از مدارهای آنالوگ و دیجیتال قابل استفاده در کنار این دستگاه‌ها بهره گرفته‌است. مدارهای قابل توجه شامل شمارش فوتون با استفاده از شمارنده‌های سریع دیجیتال، زمان فوتون با استفاده از مبدل‌های زمان به دیجیتال (TDC) و مبدل‌های زمان به آنالوگ (TAC)، مدارهای خاموش کننده منفعل با استفاده از ترانزیستورهای اِن‌ماس یا PMOS به جای مقاومت‌های پلی سیلیکون هستند، مدارهای خاموش کردن و تنظیم مجدد فعال برای نرخ شمارش بالا و بسیاری از بلوک‌های پردازش سیگنال دیجیتال روی تراشه. چنین دستگاه‌هایی که اکنون به فاکتورهای پر کردن نوری> ۷۰٪، با> ۱۰۲۴ اس‌پی‌ای‌دی، با DCRهای <۱۰ هرتز و مقادیر jitter در ناحیه 50ps رسیده‌اند، اکنون با زمانهای مرده ۱–۲ نانو ثانیه در دسترس هستند. دستگاه‌های اخیر دارای فناوری‌های 3D-IC منحصر به فرد مانند از طریق سیلیکون-ویاس (TSV) هستند تا یک لایه سیماس بالای بهینه‌سازی اس‌پی‌ای‌دی با فاکتور پر (با گره 90 nm یا 65 nm) با پردازش سیگنال اختصاصی و لایه سیماس بازخوانی ارائه دهند (گره ۴۵ نانومتری). پیشرفت‌های قابل توجهی در اصطلاحات نویز برای اس‌پی‌ای‌دی‌ها توسط ابزارهای مدل‌سازی فرایند سیلیکون مانند TCAD بدست آمده‌است، جایی که حلقه‌های محافظ، عمق محل اتصال و ساختارها و اشکال دستگاه را می‌توان قبل از اعتبار سنجی توسط ساختارهای آزمایشی اس‌پی‌ای‌دی بهینه کرد.